# La Bouche
La Bouche (franz. für „Der Mund“) ist ein Eurodance-Duo mit Wurzeln in Deutschland und den Vereinigten Staaten. Die Gruppe bestand zunächst von 1994 bis 2002 und wurde mit den Songs Be My Lover und Sweet Dreams international bekannt. Nach dem Tod von Melanie Thornton 2001 und abflachenden Erfolgen lösten sich La Bouche auf. 2017 wurde die Gruppe wiederbelebt. 

## Geschichte
Die Produzenten Amir Saraf und Ulli Brenner starteten 1993 das Projekt La Bouche. Die Originalbesetzung bestand aus der US-amerikanischen Sängerin Melanie Thornton und dem Rapper D. Lane McCray jr. Beim ersten Hit, Sweet Dreams (Ola Ola E) (1994), rappte allerdings nicht Lane, sondern Robert Haynes, der später bei Le Click rappte (ein Projekt, bei dem Thornton das Lied Tonight Is the Night einsang). Für die USA wurde der Rap-Part von Lane später neu aufgenommen. Das Debütalbum Sweet Dreams erschien 1995 und war sowohl in Europa und Asien als auch in Kanada sehr erfolgreich.
Mit Unterstützung von Frank Farian wurde La Bouche erfolgreich in Europa (Nr. 1 in Deutschland) und in Amerika (Nr. 6 in den USA) und erhielten acht Gold- und eine Platin-Schallplatte. Nach 1998 flachte der Erfolg ab und Thornton begann, ihre Solokarriere zu planen. Im Jahr 2000 wurde sie durch Natascha Wright ersetzt. In Finnland erreichten La Bouche zwischen 1994 und 1999 mit jeder Veröffentlichung die Top 20, u. a. A Moment of Love 1998 (Platz 18) und Bolingo / Megamix 1996 (Platz 15).
Das letzte Album war ein Memorial-Album, das nebst zwei unveröffentlichten Songs die Hits von La Bouche sowie Soloerfolge von Thornton enthielt, die im November 2001 bei einem Flugzeugabsturz in der Schweiz (Crossair-Flug 3597) ums Leben kam. 
2017 veröffentlichte Lane mit seiner neuen Sängerin Sophie Cairo (bürgerlich Zsófi Farkas) eine neue Version von Sweet Dreams, einen Monat später eine Remix EP mit zahlreichen Remixen, unter anderem von StoneBridge & Damien Hall.
2018 erschien mit Night after Night weltweit eine neue Single, die auch von Frank Farian unterstützt wurde und wieder Remixes von namhaften DJs und Produzenten enthielt.

## Diskografie

### Studioalben
| Jahr | Titel            | Höchstplatzierung, Gesamtwochen, AuszeichnungChartplatzierungen (Jahr, Titel, Platzierungen, Wochen, Auszeichnungen, Anmerkungen) | Höchstplatzierung, Gesamtwochen, AuszeichnungChartplatzierungen (Jahr, Titel, Platzierungen, Wochen, Auszeichnungen, Anmerkungen) | Höchstplatzierung, Gesamtwochen, AuszeichnungChartplatzierungen (Jahr, Titel, Platzierungen, Wochen, Auszeichnungen, Anmerkungen) | Höchstplatzierung, Gesamtwochen, AuszeichnungChartplatzierungen (Jahr, Titel, Platzierungen, Wochen, Auszeichnungen, Anmerkungen) | Anmerkungen                                               |
| Jahr | Titel            | DE | AT | CH | US | Anmerkungen                                               |
| ---- | ---------------- | --- | --- | --- | --- | --------------------------------------------------------- |
| 1995 | Sweet Dreams     | DE3 Gold · (19 Wo.)DE | AT9 (13 Wo.)AT | CH2 Gold · (16 Wo.)CH | US28 Platin · (55 Wo.)US | Erstveröffentlichung: 10. Juli 1995 Verkäufe: + 1.543.414 |
| 1997 | A Moment of Love | DE52 (10 Wo.)DE | — | CH40 (9 Wo.)CH | US194 (1 Wo.)US | Erstveröffentlichung: 17. November 1997                   |

### Kompilationen
- 2002: The Best Of (mit Melanie Thornton)
- 2006: Greatest Hits

### Singles
| Jahr | Titel Album                           | Höchstplatzierung, Gesamtwochen, AuszeichnungChartplatzierungen (Jahr, Titel, Album, Platzierungen, Wochen, Auszeichnungen, Anmerkungen) | Höchstplatzierung, Gesamtwochen, AuszeichnungChartplatzierungen (Jahr, Titel, Album, Platzierungen, Wochen, Auszeichnungen, Anmerkungen) | Höchstplatzierung, Gesamtwochen, AuszeichnungChartplatzierungen (Jahr, Titel, Album, Platzierungen, Wochen, Auszeichnungen, Anmerkungen) | Höchstplatzierung, Gesamtwochen, AuszeichnungChartplatzierungen (Jahr, Titel, Album, Platzierungen, Wochen, Auszeichnungen, Anmerkungen) | Höchstplatzierung, Gesamtwochen, AuszeichnungChartplatzierungen (Jahr, Titel, Album, Platzierungen, Wochen, Auszeichnungen, Anmerkungen) | Anmerkungen                                                                                      |
| Jahr | Titel Album                           | DE | AT | CH | UK | US | Anmerkungen                                                                                      |
| ---- | ------------------------------------- | --- | --- | --- | --- | --- | ------------------------------------------------------------------------------------------------ |
| 1994 | Sweet Dreams (Ola Ola E) Sweet Dreams | DE8 Gold · (22 Wo.)DE | AT3 (13 Wo.)AT | CH5 (13 Wo.)CH | UK44 (4 Wo.)UK | US13 (32 Wo.)US | Erstveröffentlichung: 12. März 1994 Verkäufe: + 285.000                                          |
| 1995 | Be My Lover Sweet Dreams              | DE1 Gold · (29 Wo.)DE | AT3 Gold · (16 Wo.)AT | CH5 (32 Wo.)CH | UK25 Gold · (9 Wo.)UK | US6 Gold · (38 Wo.)US | Erstveröffentlichung: 2. März 1995 Verkäufe: + 1.550.000                                         |
| 1995 | Fallin’ in Love Sweet Dreams          | DE13 (20 Wo.)DE | AT13 (12 Wo.)AT | CH13 (21 Wo.)CH | UK43 (2 Wo.)UK | — | Erstveröffentlichung: 12. Juni 1995                                                              |
| 1995 | I Love to Love Sweet Dreams           | DE21 (16 Wo.)DE | AT19 (9 Wo.)AT | — | — | — | Erstveröffentlichung: 27. November 1995 Verkäufe: + 35.000                                       |
| 1996 | Bolingo (Love Is in the Air) –        | DE26 (14 Wo.)DE | AT19 (12 Wo.)AT | CH15 (8 Wo.)CH | — | — | Erstveröffentlichung: 14. Oktober 1996                                                           |
| 1997 | You Won’t Forget Me A Moment of Love  | DE29 (20 Wo.)DE | — | — | — | US48 (20 Wo.)US | Erstveröffentlichung: 29. September 1997                                                         |
| 1998 | A Moment of Love                      | DE100 (1 Wo.)DE | — | — | — | — | Erstveröffentlichung: 30. März 1998                                                              |
| 1999 | S.O.S. A Moment of Love               | DE78 (9 Wo.)DE | — | — | — | — | Erstveröffentlichung: 15. Februar 1999                                                           |
| 2023 | Be My Lover –                         | DE— aDE | — | CH— PlatinCH | — | — | Erstveröffentlichung: 21. April 2023 Verkäufe: + 145.000; David Guetta & Hypaton feat. La Bouche |

Weitere Singles
- 1996: Forget Me Nots
- 2000: All I Want
- 2002: In Your Life (feat. Melanie Thornton)
- 2017: Sweet Dreams 2017
- 2018: Night After Night
- 2020: One Night in Heaven

## Auszeichnungen für Musikverkäufe
| Silberne Schallplatte - Frankreich - 1995: für die Single Be My Lover Goldene Schallplatte - Australien - 1996: für die Single Sweet Dreams - 1996: für die Single I Love to Love - Finnland - 1995: für das Album Sweet Dreams - Frankreich - 2024: für die Single Be My Lover (mit Hypaton) - Hongkong - 1997: für das Album Sweet Dreams - Italien - 2023: für die Single Be My Lover - Japan - 1997: für das Album Sweet Dreams - Norwegen - 1996: für die Single Be My Lover - Polen - 1996: für das Album Sweet Dreams - 2024: für die Single Be My Lover (mit Hypaton) - Spanien - 2025: für die Single Be My Lover | Platin-Schallplatte - Australien - 1996: für das Album Sweet Dreams - 1996: für die Single Be My Lover - Dänemark - 2025: für die Single Be My Lover - Neuseeland - 1997: für das Album Sweet Dreams |

Anmerkung: Auszeichnungen in Ländern aus den Charttabellen bzw. Chartboxen sind in ebendiesen zu finden.
| Land/RegionAuszeichnungen für Musikverkäufe (Land/Region, Auszeichnungen, Verkäufe, Quellen) | Silber  | Gold       | Platin     | Verkäufe  | Quellen                                                   |
| -------------------------------------------------------------------------------------------- | ------- | ---------- | ---------- | --------- | --------------------------------------------------------- |
| Australien (ARIA)                                                                            | —       | 2× Gold2   | 2× Platin2 | 210.000   | aria.com.au                                               |
| Dänemark (IFPI)                                                                              | —       | —          | Platin1    | 90.000    | ifpi.dk                                                   |
| Deutschland (BVMI)                                                                           | —       | 3× Gold3   | —          | 750.000   | musikindustrie.de                                         |
| Finnland (IFPI)                                                                              | —       | Gold1      | —          | 23.414    | ifpi.fi                                                   |
| Frankreich (SNEP)                                                                            | Silber1 | Gold1      | —          | 225.000   | infodisc.fr                                               |
| Hongkong (IFPI/HKRIA)                                                                        | —       | Gold1      | —          | 10.000    | ifpihk.org                                                |
| Italien (FIMI)                                                                               | —       | Gold1      | —          | 50.000    | fimi.it                                                   |
| Japan (RIAJ)                                                                                 | —       | Gold1      | —          | 100.000   | riaj.or.jp                                                |
| Neuseeland (RMNZ)                                                                            | —       | —          | Platin1    | 15.000    | aotearoamusiccharts.co.nz                                 |
| Norwegen (IFPI)                                                                              | —       | Gold1      | —          | 10.000    | ifpi.no (Memento vom 6. Februar 2012 im Internet Archive) |
| Österreich (IFPI)                                                                            | —       | Gold1      | —          | 25.000    | ifpi.at                                                   |
| Polen (ZPAV)                                                                                 | —       | 2× Gold2   | —          | 75.000    | olis.pl                                                   |
| Schweiz (IFPI)                                                                               | —       | Gold1      | Platin1    | 45.000    | hitparade.ch                                              |
| Spanien (Promusicae)                                                                         | —       | Gold1      | —          | 30.000    | elportaldemusica.es                                       |
| Vereinigte Staaten (RIAA)                                                                    | —       | Gold1      | Platin1    | 1.700.000 | riaa.com                                                  |
| Vereinigtes Königreich (BPI)                                                                 | —       | Gold1      | —          | 400.000   | bpi.co.uk                                                 |
| Insgesamt                                                                                    | Silber1 | 18× Gold18 | 6× Platin6 |           |                                                           |

## Künstlerauszeichnungen
- Echo Pop
  - 1996: Kategorie Dance Act des Jahres national für Be My Lover

- RSH-Gold
  - 1996: Kategorie Erfolgreichste deutschproduzierte Gruppe des Jahres[5]
  - 1998[6]